# Handball-Landesliga Bayern 2010/11
Die Handball-Landesliga Bayern 2010/11 war die fünfunddreißigste Saison der in Nord und Süd eingeteilten bayerischen Landesliga, die unter dem Dach des „Bayerischen Handballverbandes“ (BHV) organisiert wurde. Sie ist die zweithöchste Spielklasse des bayerischen Landesverbandes und wird hinter der Bayernliga als fünfthöchste Liga im deutschen Ligensystem geführt.

## Saisonverlauf
Die Meisterschaft der Gruppe Nord gewann der HC Sulzbach-Rosenberg und Südmeister wurde der TSV Simbach, die damit auch das Aufstiegsrecht zur Bayernliga erhielten. Bei den Aufstiegsspielen der Zweitplatzierten konnte sich die HSC 2000 Coburg II gegen den TSV Trudering durchsetzen und sich damit den dritten Aufstiegsplatz sichern. Die Absteiger der Nordgruppe waren der TV 1861 Bruck, TV Gerolzhofen, SSG Metten, SC Freising und die HSG Kirchheim/Anzing, TSV München Ost und der VfL Günzburg aus der Südgruppe.

Bereich des „Bayerischen Handballverbandes“

### Modus
Es wurde eine Hin- und Rückrunde gespielt. Platz eins jeder Gruppe war Staffelsieger und Direktaufsteiger in die Bayernliga. Die zweiten Plätze spielten in Rahmen einer Relegation einen dritten Aufsteiger aus. Die Platzierungen elf bis vierzehn der Gruppe Nord und die Plätze zwölf bis vierzehn der Gruppe Süd waren die Absteiger in die Bezirksligen. Bei Punktgleichheit galt der direkte Vergleich. Der Modus war für Männer- und Frauenteams gleich.

## Teilnehmer und Abschlusstabellen

### Männer
An der Bayerischen Landesliga 2010/11 nahmen je Gruppe vierzehn Mannschaften teil. Nicht mehr dabei waren die Aufsteiger der Vorsaison TuS Fürstenfeldbruck II, TG Landshut und HC Erlangen II. Neu in der Liga waren die Absteiger aus der Bayernliga mit dem TSV Simbach, DJK Waldbüttelbrunn, SSG Metten, SC Freising und die

Meister/Aufsteiger (N) aus den Bezirksoberligen: TV 1861 Bruck, TV Etwashausen, TV 1862 Helmbrechts, TV Roßtal, VfL Günzburg, TSV München-Ost, TSV Indersdorf und der TV Memmingen. 
| Gruppe Nord |                            |        |         |
| Platz       | Verein                     | Spiele | Punkte  |
| 1.          | HC Sulzbach-Rosenberg      | 24     | 43:5    |
| 2.          | HSC 2000 Coburg II         | 24     | 38:10   |
| 3.          | DJK Waldbüttelbrunn (A)    | 24     | 36:12   |
| 4.          | TSV Partenstein            | 24     | 27:21   |
| 5.          | TV Roßtal (N)              | 24     | 25:23   |
| 6.          | TV 1862 Helmbrechts (N)    | 24     | 25:23   |
| 7.          | ASV 1863 Cham              | 24     | 24:24   |
| 8.          | TV 1862 Münchberg          | 24     | 20:28   |
| 9.          | TV Etwashausen (N)         | 24     | 18:30   |
| 10.         | MTV Stadeln                | 24     | 17:31   |
| 11.         | TV 1861 Erlangen-Bruck (N) | 24     | 17:31   |
| 12.         | TV Gerolzhofen             | 24     | 12:36   |
| 13.         | SSG Metten (A)             | 24     | 10:38   |
| 14.         | HSG Freising/Neufahrn (A)  |        | Rückzug |

| Gruppe Süd |                      |        |        |
| Pos.       | Verein               | Spiele | Punkte |
| 1.         | TSV Simbach (A)      | 26     | 46:6   |
| 2.         | TSV Trudering        | 26     | 39:13  |
| 3.         | TSV Niederraunau     | 26     | 36:16  |
| 4.         | TSV Friedberg II     | 26     | 35:17  |
| 5.         | TV Memmingen (N)     | 26     | 28:24  |
| 6.         | TSV Allach 09        | 26     | 25:27  |
| 7.         | TSV Unterhaching     | 26     | 25:27  |
| 8.         | Kissinger SC         | 26     | 24:28  |
| 9.         | TV Immenstadt        | 26     | 24:28  |
| 10.        | TSV Landsberg        | 26     | 21:31  |
| 11.        | TSV Indersdorf (N)   | 26     | 21:31  |
| 12.        | HSG Kirchheim/Anzing | 26     | 20:32  |
| 13.        | TSV München-Ost (N)  | 26     | 13:39  |
| 14.        | VfL Günzburg (N)     | 26     | 7:45   |

(A) = Bayernliga Absteiger (N) = Neu in der Liga (Aufsteiger)

 Meister und Aufsteiger zur Bayernliga 2011/12  Relegationssieger / Aufsteiger zur Bayernliga 2011/12  „Für die Landesliga 2011/12 qualifiziert“  Absteiger in die Bezirksoberliga

### Frauen
Meister der Gruppe Nord wurde die SG Garitz/Nüdlingen die sich für die Bayernliga 2011/12 qualifizierte. Auch der Meister der Südgruppe SG Kissing/Friedberg und der Vizemeister Süd TSG 1885 Augsburg gehörten ebenfalls zu den Aufsteigern.

### Aufstiegsrelegation
Männer: TSV Trudering : HSC 2000 Coburg II ≈ Aufsteiger Coburg

Frauen: Relegationsgewinner war die TSG Augsburg 85